# نوآباد (قبادیان)
نوآباد جماعت و شهرکی در جنوب غربی کشور تاجیکستان است که در ناحیهٔ قبادیان ولایت ختلان قرار دارد. جمعیت این جماعت ۶٬۸۶۳ است.